# Danny Marino (mafia)
Pour les articles homonymes, voir Marino.
Daniel "Danny" Marino (née le 7 octobre 1940) est un affranchi de la famille Gambino,.
Il est devient un soldat pendant les années 1960 et 1970 avec notamment le passage à tabac de l'agent Forley. Il monte peu à peu les étapes.
Il sert les Caporegime dans les années 1980 puis les Sottocapo dans les années 1990. En 2003, il devient enfin caporegime.
En 2008, il est soupçonné d'être le parrain de la Famille Gambino.
Il a été arrêté lors d'un coup de filet contre la Mafia à New-York, le 20 avril 2010, soupçonné de deux meurtres dont celui de son neveu Frank Hydell qui était soupçonné d’informer le FBI contre des membres de la Famille Gambino, ces soupçon furent confirmé en 2004 quand aux procès de Peter Gotti un agent du FBI confirma que Hydell avait coopérer avec les forces de l’ordre. Il fut assassiné par balles en 1998 devant un club de strip-tease. « Pour Marino, la mafia passe avant la famille et les amis », a déclaré le procureur Elie Honig. Danny Marino fut condamné à cinq ans de prison.